# ديديريك بوير
ديديريك بوير (بالهولندية: Diederik Boer)‏ (24 سبتمبر 1980 في هولندا - ) هو لاعب كرة قدم هولندي في مركز حراسة المرمى. لعب مع أياكس أمستردام وبي إي سي زفوله وشباب أياكس.

## وصلات خارجية
- ديديريك بوير على موقع الاتحاد الأوربي (الإنجليزية)
- ديديريك بوير على موقع قاعدة بيانات كرة القدم.إي يو (الإنجليزية)
- ديديريك بوير على موقع Soccerway.com (الإنجليزية)
- ديديريك بوير على موقع عالم كرة القدم.نت (الإنجليزية)
- ديديريك بوير على موقع AS.com (الإسبانية)